# Uche Okechukwu
Uche Okechukwu, född den 27 september 1967 i Lagos, Nigeria, är en nigeriansk fotbollsspelare som spelade mittback i bland annat Brøndby IF, Fenerbahçe och İstanbulspor.
Vid fotbollsturneringen under OS 1996 i Atlanta deltog han i det nigerianska lag som tog guld. 